# سيتي بنك المغرب
سيتي بنك المغرب (بالفرنسية: Citibank Morocci)‏ هو بنك تجاري استثماري مغربي تأسس عام 1967 وهو تابعة لمجموعة سيتي بنك.

## الصفقات
يقوم البنك بمجموعة من الصفقات، لعل أبرزها:
- تمويل الشركات
- تسويق رأس المال
- إدارة المحافظ

## رابط خارجي
- الموقع الرسمي للبنك